# Yasin Merzoug
Yasin Red Djilali-Merzoug (* 15. Januar 1979 in Stockholm) ist ein schwedischer Basketballspieler.

## Karriere
Zuletzt spielte der 1,83 m große Spielmacher in Finnland bei Lappeenrannan NMKY. Dort feierte er große Erfolge, so konnte Merzoug dort die Meisterschaft und den finnischen Pokal gewinnen. Im Pokalfinale erhielt er zudem die Auszeichnung zum „Most Valuable Player“ (wertvollster Spieler) und konnte im Meisterschaftsfinale mit acht erfolgreichen Drei-Punkte-Würfen in einem Spiel einen neuen schwedischen Landesrekord aufstellen. Bei seiner ersten Auslandsstation in der Saison 2005/06 erreichte er mit dem finnischen Verein aus Lappeenranta das Final-Four-Turnier im viertklassigen europäischen Vereinswettbewerb FIBA EuroCup Challenge. In der folgenden Saison spielte er in der 2. Basketball-Bundesliga 2006/07 für den Zweitliga-Aufsteiger SVD 49 Dortmund. Der ehemalige Erstligist musste am Saisonende jedoch als Tabellenletzter wieder absteigen und Merzoug kehrte in seine schwedische Heimat zurück.